# Nicole Konderla
Nicole Konderla (* 8. Dezember 2001 in Bełchatów) ist eine polnische Skispringerin.

## Werdegang
Nicole Konderla startete erstmals auf internationaler Ebene im Rahmen der FIS-Cup-Wettbewerbe am 14. und 15. Juli 2018 im polnischen Szczyrk, wo sie die Plätze 29 und 30 belegte. Seitdem folgen regelmäßig weitere Wettbewerbsteilnahmen. Am 8. und 9. August 2019 startete Konderla ebenfalls in Szczyrk erstmals im Continental Cup. Hier belegte sie mit den Plätzen 26 und 28 erste Top-30-Platzierungen und erreichte damit zugleich ihre ersten Continental-Cup-Punkte. Eine Woche später debütierte sie am 18. August 2019 in Frenštát pod Radhoštěm im Grand Prix, verpasste mit Platz 35 jedoch den Finaldurchgang.
Am 18. Januar 2020 folgte mit Konderlas Start als Teil der polnischen Mannschaft im Teamwettbewerb von Yamagata zugleich ihr Debüt im Skisprung-Weltcup, wo sie gemeinsam mit Anna Twardosz, Joanna Szwab und Kinga Rajda den achten und letzten Platz belegte.
Bei den Weltmeisterschaften 2021 in Oberstdorf wurde sie im Einzelwettbewerb von der Großschanze 35. Ende Januar 2022 konnte sie sich mit Platz 21 und 22 in Willingen ihre ersten Weltcuppunkte erspringen. Bei den Olympischen Winterspielen 2022 in Peking wurde sie im Einzelwettbewerb von der Normalschanze 36. und mit der polnischen Mixed-Staffel Sechste.

## Statistik

### Weltcup-Platzierungen
| Saison  | Platz | Punkte |
| ------- | ----- | ------ |
| 2021/22 | 45.   | 19     |

### Grand-Prix-Platzierungen
| Saison | Platz | Punkte |
| ------ | ----- | ------ |
| 2020   | 27.   | 04     |
| 2021   | 43.   | 22     |
| 2022   | 28.   | 45     |

### Continental-Cup-Platzierungen
| Saison  | Platz | Punkte |
| ------- | ----- | ------ |
| 2019/20 | 88.   | 19     |